# 內韋克洛夫

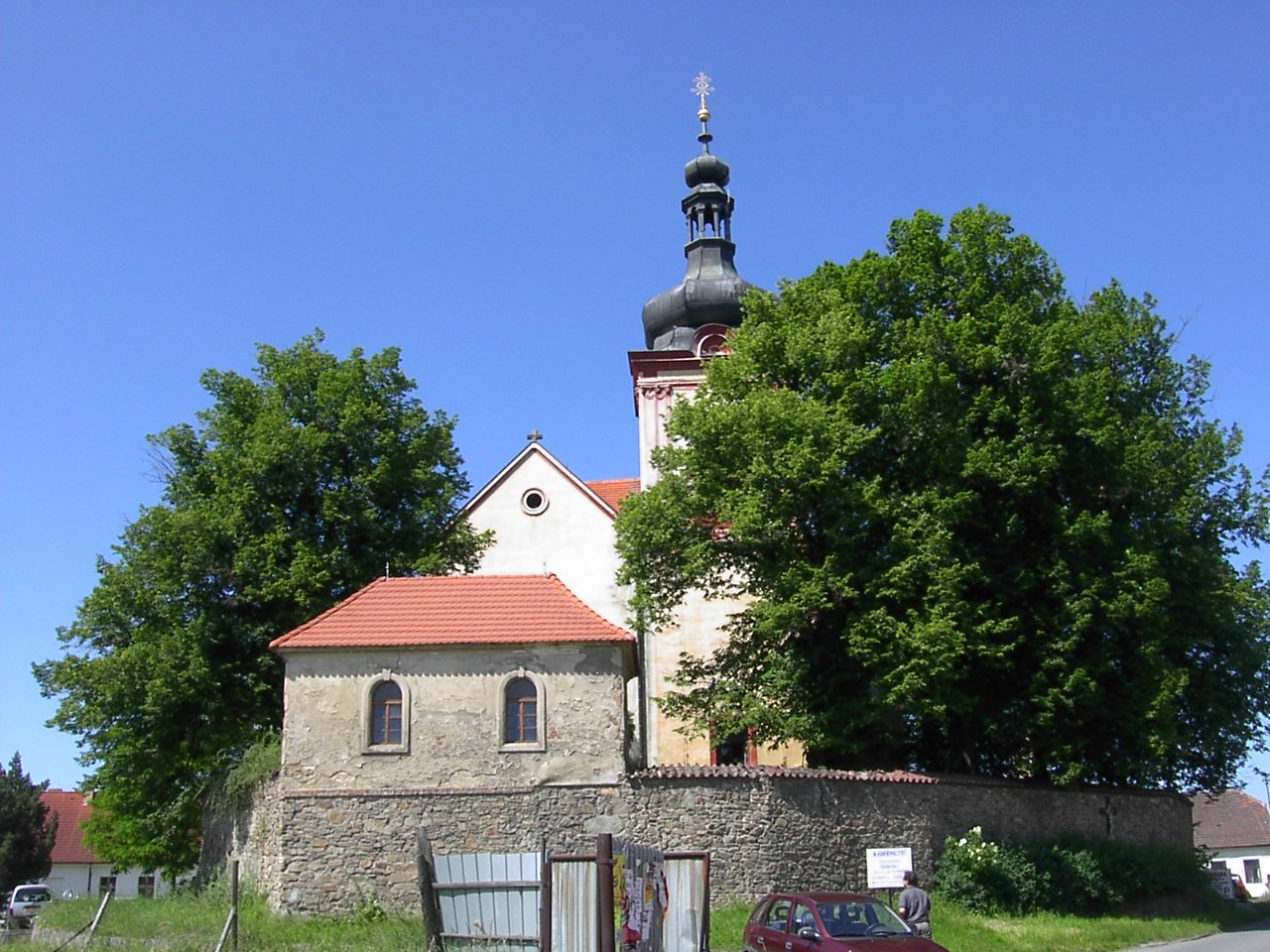

內韋克洛夫是捷克的城鎮，位於該國中部，距離塞德爾恰尼14公里，由中波希米亞州負責管轄，面積54.45平方公里，海拔高度413米，2011年人口共2,505。

## 外部連結
- Municipal website （页面存档备份，存于）